# 切丹·阿南德

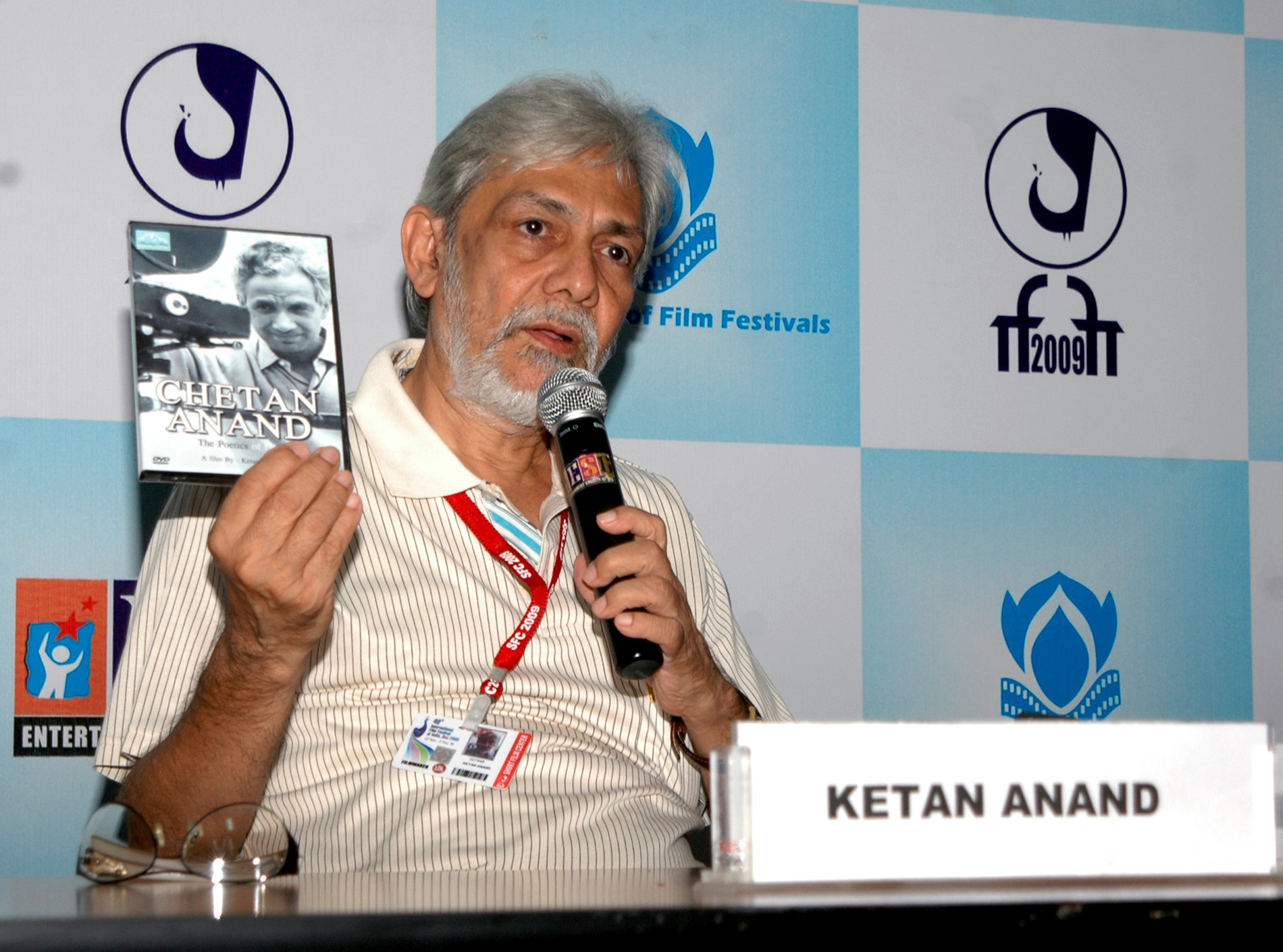
切丹·阿南德

切丹·阿南德（1921年1月3日 - 1997年7月6日）是印度宝莱坞电影制片人、编剧和导演。他生于拉合爾。 他的第一部电影于1946年獲得首届戛纳电影节大奖。他的弟弟是戴夫·安南。  他是印度国民大会党黨員。 